# 酌
| ウィキペディアには「酌」という見出しの百科事典記事はありません（タイトルに「酌」を含むページの一覧/「酌」で始まるページの一覧）。 代わりにウィクショナリーのページ「酌」が役に立つかもしれません。 |